# Octinodes frater
Octinodes frater là một loài bọ cánh cứng trong họ Cebrionidae. Loài này được LeConte miêu tả khoa học năm 1859.